# Schalwa Maglakelidse

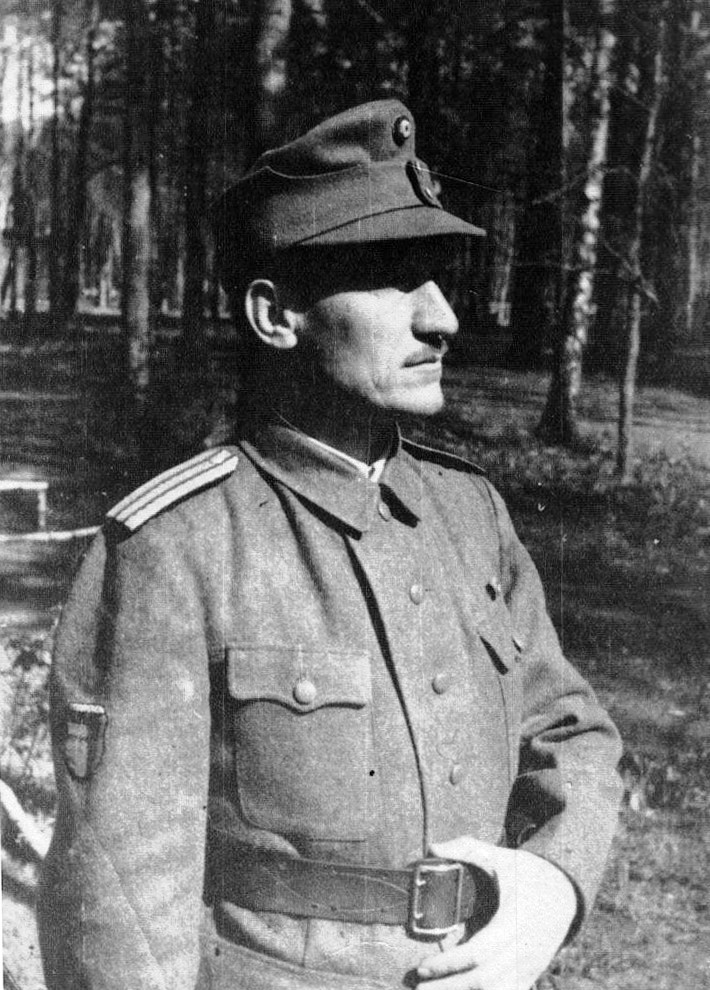
Schalwa Maglakelidse

Schalwa Maglakelidse (georgisch შალვა მაღლაკელიძე; * 1893 in Dhikashko bei Wani, Georgien; † 7. November 1976 in Tiflis, Georgien) war ein georgischer Jurist, Politiker und als General Kommandeur der Georgischen Legion der Wehrmacht.

## Leben
Schalwa Maglakelidse war Sohn eines einfachen Bauern, allerdings mit bester Schulbildung. Nach Abschluss des Gymnasiums in Kutais/Georgien studierte er ab 1915 Jura in Moskau. Im Ersten Weltkrieg war er zunächst Offizier in der Zarenarmee und kam nach der Oktoberrevolution in die georgische Heimat, wo er von 1918 bis 1921 der Regierung des unabhängigen Georgien angehörte. In der ersten Republik Georgiens war er von 1919 bis 1920 Gouverneur der Hauptstadt Tiflis. Er brachte es zum Oberst der georgischen Armee und war zuletzt 1921 Generalgouverneur von Abchasien.
Nach der sowjetischen Besetzung Georgiens durch die Rote Armee verließ er im März 1921 nach kurzer Inhaftierung seine Heimat und emigrierte mit seiner Familie nach Lettland. In Riga war er einer der Führer der in Riga ansässigen georgischen und kaukasischen Gesellschaften. 1923 setzte er auf Empfehlung der georgischen Exilregierung in Paris sein Studium der Rechtswissenschaften in Prag fort und schloss es mit dem Doktorgrad ab. Danach arbeitete er als Anwalt in Riga für eine lettische Bank. 1929 gründete er in Riga die Gesellschaft Iveria (später Kaukasische Gesellschaft), die sich um Emigranten kümmerte. 1933 spaltete sich die Gesellschaft. Maglakelidse gründete die Georgische Gesellschaft Lettlands, die enge Verbindungen zur georgischen Emigration in Frankreich pflegte.
Maglakelidse kam in Riga in Kontakt mit dem japanischen Militärattaché für die baltischen Länder, Major Makoto Onodera. Onodera, der eng mit den Deutschen gegen die Sowjetunion kooperierte und sich bestens mit Maglakelidse verstand, überzeugte ihn davon, einen rechtsgerichteten Flügel der Georgier zu gründen. Maglekelidse gründete daraufhin die Gruppe „Kartlosi“ mit der gleichnamigen Zeitschrift, die sich mehr an Japan und Deutschland orientierte. Ab 1937 stand Maglakelidse mit dem deutschen Geheimdienst Abwehr in Verbindung.
1938 zog er nach Deutschland. Schalwa Maglakelidse präsentierte ab 1938 den rechtskonservativen Flügel der Georgier in Berlin. Er leitete die patriotischen Organisationen der georgischen Exilanten „Ornati“, „Tetri Giorgi“ und „Kartlosi“. Diese Gesellschaften standen mit der Abwehr der Wehrmacht und der SS in Verbindung. Sie sollten propagandistisch und durch Freiwillige helfen, Georgien vom Bolschewismus zu befreien. Maglakelidse war im August 1939 im Auftrag von Abwehrchef Wilhelm Canaris in Polen, um mit den führenden georgischen Offizieren in der polnischen Armee Alexander Zakariadze und Alexander Kipiani zu verhandeln. Nach dem Fall von Warschau berief Maglakelidse mit Admiral Canaris und Oberstleutnant Hermann Baun von der Abwehr eine Versammlung in Lodz ein, um ein Geheimdienst-Netzwerk gegen die Sowjetunion zu installieren.
1941 war er wesentlich am Aufbau der georgischen Legion der Wehrmacht beteiligt. Er schuf den Orden der Königin Tamara als höchste Auszeichnung der Legion. In der Legion stand ihm ein deutscher Führungsstab, anfangs unter Hauptmann Wilhelm Ernst Housselle zur Seite. Die georgische Legion war dem Kommando der Ostlegionen unter Ralph von Heygendorff unterstellt. Der monarchistisch orientierte Maglakelidse arbeitete in Deutschland zusammen mit dem vormaligen Befehlshaber der georgischen Legion in der Türkei 1919, Botschafter Graf Friedrich-Werner von der Schulenburg daran, einen Monarchen für ein befreites Georgien im Rahmen eines Kaukasischen Nationalkomitees zu installieren. Maglakelidse nahm an der von Schulenburg organisierten „Adloniade“ im Berliner Hotel Adlon im April 1942 teil, die scheiterte, weil ein freier Kaukasus sowohl gegen die Bestrebungen von Ostminister Alfred Rosenberg als auch divergierende Interessen anderer Georgier um Michael Kedia und Gregor Alschibaja gerichtet waren.
Mehrere Angehörige der georgischen Führungsgremien innerhalb der deutschen Geheimdienste und der Wehrmacht bezeichneten Maglakelidse gar als Spion der Sowjets. Ihm wurde auch vorgeworfen, als Oberst bei der Führung des georgischen Infanteriebataillons 795 der Wehrmacht versagt und ein Komplott pro-sowjetischer Georgier nicht verhindert zu haben.
Von 1942 bis 1943 war er Mitglied des „Georgischen Nationalkomitees“ und des „Kaukasischen Komitees“ in Berlin und Militärberater des Generalstabs der Deutschen Wehrmacht. Zusammen mit General Michail Tsulukidse und Oberst Solomon Zaldastan leitete er als Oberst die Georgische Legion der Wehrmacht. Bis zu 30.000 Georgier kämpften auf deutscher Seite in der Legion. 1944 wurde Schalwa Maglakelidze der Rang eines Generalmajors der Wehrmacht verliehen.
Nach Kriegsende verlangte die Sowjetunion die Auslieferung von Maglakelidse. Es gelang ihm jedoch in die Schweiz und dann nach Rom überzusiedeln. 1948-1950 arbeitete er in Italien als Militärberater der Westalliierten. In Italien heiratete er zum zweiten Mal und zog mit seiner Frau als Militärberater von General Muhammed Ayub Khan, dem ersten Oberbefehlshaber der pakistanischen Armee nach Karatschi/Pakistan. Ayub-Khan schätzte ihn sehr und empfahl ihn persönlich Bundeskanzler Konrad Adenauer. Anfang 1953 kam Schalwa Maglagelidse nach Westdeutschland und wurde Militärberater von Konrad Adenauer.
Am 26. Januar 1954 gründete er in München die Organisation georgischer Soldaten im Ausland. 1954 wurden seine Frau und die Kinder von sowjetischen Agenten in die DDR entführt. Am 1. August des gleichen Jahres wurde er von Agenten des sowjetischen Geheimdienstes KGB entführt.
Zusammen mit seiner Familie wurde er dann nach Moskau und heimlich nach Tiflis gebracht. Er sollte sich dafür einsetzen, die georgischen Emigranten nach Georgien zu holen. Schließlich wurde ihm erlaubt, in Tiflis als Anwalt zu arbeiten. 1973 starb seine Frau. General Maglakelidze lebte von 1960 bis zu seinem Lebensende in Tiflis, Bezirk Didubi, in der Batumi-Straße 29 A, wo er am 7. November 1976 im Alter von 83 Jahren starb. Er ist auf dem Saburtalo-Friedhof in Tiflis begraben.

## Schriften
- Chalva Maglakelidze: Vers la restauration du Royaume de Georgie. In: Tetri Giorgi, No: 99, Paris 1936
- Shalva Maghlakelidze: Memoiren, in Victor Rtskhiladze, Georgians in the Second World War under the German Banner (Tbilisi, Ganatleba, 1994, in georgischer Schrift).